# Villers-sous-Montrond
Villers-sous-Montrond – miejscowość i gmina we Francji, w regionie Burgundia-Franche-Comté, w departamencie Doubs.
Według danych na rok 1990 gminę zamieszkiwało 148 osób, a gęstość zaludnienia wynosiła 23 osoby/km² (wśród 1786 gmin Franche-Comté Villers-sous-Montrond plasuje się na 596. miejscu pod względem liczby ludności, natomiast pod względem powierzchni na miejscu 688.).